# ناهد العشري
ناهد العشري هي وزيرة القوى العاملة في وزارتي إبراهيم محلب الأولى والثانية.

## التأهيل العلمي
حصلت على ليسانس حقوق من جامعة عين شمس سنة 1979، ودبلوم قانون اجتماعي من جامعة القاهرة سنة 1997، ثم ماجستير في التشريعات الاجتماعية من جامعة القاهرة سنة 2000، ودكتوراه في نفس التخصص عام 2005.